# Sensorium
Sensorium (volledig: Sensorium – Theater der Sinne) was een kermisvoorstelling uit 1992 van de voormalige Duitse kermis-exploitanten Karl Häsler & Michael Wolf. Hier werd de bezoeker in een show van 10 minuten op verschillende zintuigen aangesproken.
Sensorium is een Latijns woord dat vertaald kan worden met "Waarneming van alle zintuigen".
De attractie bestond uit een tent van frames van 600 m2 grondoppervlak en kon per voorstelling 500 personen bergen. Terwijl men kijkt naar een lasershow, dat een verhaal vertelde over Kaj en Kim, werden allerlei special effects aangewend om het gevoel te versterken.

## Het verhaal
Kai en Kim spelen een computerspelletje. Door een technisch defect worden de twee in de computer gebeamed en ontmoeten ROM, het brein. Een reis door vele computerspelletjes is het gevolg, totdat ze weer uit de pc komen.

## Techniek
De show bestond uit enerzijds effecten, een lasershow en een verhaal, en anderzijds uit voor de show gecomponeerde muziek. De show werd via een 20.000 watt Dolby surroundsysteem overgebracht. Enorme windmachines (2 × 2 meter), pyrotechniek en een sneeuwmachine werden aangewend om de zintuigen van de bezoeker te bespelen.

## Tilburgse kermis
Van 22 tot 29 juli 1995 werd ook de Tilburgse kermis aangedaan.